# Hrabstwo Grant (Wisconsin)
Hrabstwo Grant (ang. Grant County) – hrabstwo w stanie Wisconsin w Stanach Zjednoczonych.
Obszar całkowity hrabstwa obejmuje powierzchnię 1183,31 mil² (3064,76 km²). Według szacunków United States Census Bureau w roku 2009 miało 48 965 mieszkańców. Jego siedzibą administracyjną jest Lancaster.
Hrabstwo zostało utworzone w 1836. Nazwa pochodzi od Granta, białego kupca Indian.
Na obszarze hrabstwa znajdują się rzeki Big Green, Blue, Grandt, Little Grant, Little Platte, Missisipi, Platte, Sinisnawa i Wisconsin River oraz 33 jeziora.

## Miasta
- Boscobel - city
- Boscobel - town
- Beetown
- Bloomington
- Cassville
- Castle Rock
- Clifton
- Cuba City
- Ellenboro
- Fennimore – city
- Fennimore – town
- Glen Haven
- Harrison
- Hazel Green
- Hickory Grove
- Jamestown
- Liberty
- Lima
- Little Grant
- Lancaster
- Marion
- Millville
- Mount Hope
- Mount Ida
- Muscoda
- North Lancaster
- Paris
- Patch Grove
- Platteville – town
- Platteville – city
- Potosi
- Smelser
- South Lancaster
- Waterloo
- Watterstown
- Wingville
- Woodman
- Wyalusing

## CDP
- Glen Haven
- Kieler
- Sandy Hook

## Wioski
- Bagley
- Bloomington
- Blue River
- Cassville
- Dickeyville
- Hazel Green
- Muscoda
- Mount Hope
- Patch Grove
- Potosi
- Tennyson
- Woodman